# 铁甲小宝
《铁甲小宝》是1997年2月23日至1998年3月1日于日本朝日电视台播放的全52集特摄电视剧。该剧是日本金属英雄系列的第16个作品，东映为主要制作方。引进后译名定为铁甲小宝。原设定为“重甲戰隊系列”第三作，是“金属英雄系列”第1部儿童向特摄剧。

## 概要
1994年（平成6年），日本機器人工學家－高圓寺寅彥博士發現了地球上有著記載名為「和平星」的神祕物體及其力量之石板，三年後，和平星力量越發強大，他則為了探索和平星而開發了「B系列機器人」，卻從此消失了身影。
1997年，同時也是寅彥博士發現和平星的三年後，寅彥之孫－高圓寺讓的面前出現了一個B機器人「卡布達」。卡布達的使命，就是探索並蒐集其他未知的和平星。高圓寺博士認為，當收集了含蛇夫座在內的十三星座和平星時，其強大的力量便能替人們完成任何美好的願望。而小讓的朋友和壞蛋B機器人便因此展開了一連串的和平星爭奪戰!!

## 登场角色
為了探索「和平星」的存在而被開發出來的新型智能機器人。由高圓寺寅彥博士開發，歷經三年的睡眠學習後，開始活動。裝載具有動物（昆蟲）特性的「生物核芯」，能像人類一樣活動，具有自我意識及言語能力。可由節能的普通型態變形為超級型態（此過程稱為超級變換）。卡布達和金龜次郎是最初製造的初號機，須在與同伴有著強大友情及心靈相通的條件下，使用「友情呼喚指令器」才能進行超級變換。除了最新型的田德莉娜之外，其餘機體的超級型態皆有時間限制。
正式名稱為「BEETLE Robot」。即為搭載生物核電子學暨變形運動顯現系統的機器人（Bio Elementary Electronic & Transform Locomotive Eexivision Robot）之簡稱。

### B系列机器人
| 編號 | 機甲名             | 日配   | 中配                                         |
| 01 | カブタック／卡布達 | 草尾毅 | 姓名資料不明（普通型態）、何志威（超級型態） |
| 初登場：第1話／超級型態時限：3分鐘／超級型態武裝：電光棒（普通型態的頭部變化） 搭載獨角仙型生物核芯的主人翁機器人。機體顏色為紅。 雖然個性冒冒失失，但是勇氣與毅力卻是超乎常人。十分愛吃西瓜。會因昆蟲習性而攀附在樹上吸樹汁（金龜次郎、田德莉娜亦同）。 普通型態說話稚氣且可愛，語尾會加上「卡布」，但一旦變身為超級變換型態後，則會變成成熟穩重的英雄語調。 超級變換型態的台詞為：「你的勇氣燃燒了我的心，B機器人最強的一顆星．卡布達！」，有時也簡短說出「B機器人最強的一顆星．卡布達！」。 卡布達為初期B機器人，性能方面較不如後代B機器人，但由於和高圓寺讓間友情的羈絆，導致卡布達可以發揮B機器人中最強的威力。 超級變換型的武器為「電光棒」，另也有強化附屬套件「開鑿機」「潛水艇」等。 劇場版《聖誕大決戰》中，曾以電光棒為武器使出了以鑽頭攻擊的必殺技「卡布達最終爆擊 Kabutaku Final Crash」。 變形的概念來自超力機械人卡拉特，採用頭腳位置顛倒的變身方式。 |                    |        |                                              |

| 編號 | 機甲名               | 日配     | 中配                                         |
| 02 | クワジーロ／金龜次郎 | 中村大樹 | 姓名資料不明（普通型態）、于正昌（超級型態） |
| 初登場：第1話／超級型態時限：5分鐘／超級型態武裝：金龜大剪鉗 搭載鍬形蟲型生物核芯。機體顏色為綠。 具有冷靜沉著的心及強大的力量，吉祥寺藏之助的夥伴。從睡眠學習中甦醒後，不知該何去何從時受到了小藏的援助，此後便住在吉祥寺建設公司。 為回報吉祥寺家及小藏的恩情，平時於吉祥寺家工地擔任木工，也曾出現因工作而放棄追逐和平星的情形。 口頭禪為「是男人就該默默地 + 某事」。 超級變換型態時，手腳伸長，頭部從普通型態的臉上突出。 |                      |          |                                              |

| 編號 | 機甲名                   | 日配     | 中配 |
| 03 | トビマスカイ／飛翔機器人 | 木藤聰子 | －   |
| 初登場：第9話／超級型態時限：7分鐘 機體顏色為紅、黃。 能夠自體轉換超級型態的初代B機器人。能和卡布達進行「飛翔連結」讓卡布達升級成飛行型態。 口頭禪為「飛啊！飛啊！」。說話語氣自大狂妄，但個性卻像小孩子一般。相當喜歡田德莉娜。 初見卡布達時，嫌棄普通型態卡布達的「矬樣」，最後卻被超級型態帥氣的模樣吸引，自願和卡布達合體。 原先被眾人認為與車輪滾滾同樣皆為支援用機器人，最後才坦承B機器人的真實身分。也是唯一沒有人形型態的機器人。 B系列機器人中，唯一生物核芯種類不明的機器人，就連公式書中也沒記載。 |                          |          |      |

| 編號 | 機甲名             | 日配     | 中配   |
| 04 | ガニラン／蠍子藍藍 | 江川央生 | 何志威 |
| 初登場：第1話／超級型態時限：9分鐘／超級型態武裝：蠍子迴旋鏢（普通形態時亦可使用） 搭載鱟型生物核芯，機體顏色為紫。 與蜘蛛偵探同為蟑螂惡霸的手下。將喝酒視為人生一大樂事，腦袋不太靈光，時常在爭奪戰中敗陣。 雖然核芯特性為鱟，不過雙手的巨鉗，能夠快速的橫向移動等，各要素卻與螃蟹不謀而合。 得意招式為蠍子藍藍拳擊。超級變換型態的方式與金龜次郎相似。 |                    |          |        |

| 編號 | 機甲名               | 日配   | 中配   |
| 05 | スパイドン／蜘蛛偵探 | 茶風林 | 于正昌 |
| 初登場：第1話／超級型態時限：11分鐘／超級型態武裝：鐵鉤爪、蜘蛛絲（普通形態時亦可使用） 搭載蜘蛛型生物核芯，機體顏色為黑、黃條紋。 與蠍子藍藍同為蟑螂惡霸的手下。標準守財奴，擅長數錢，過慣苦日子的他們也曾因擁有鉅額現金而緊張，數錢數到手發抖的情況。 受到撿到他的關西的高利貸業者影響，因此口音帶有關西腔。超級變換型態時，採用和卡布達相同的倒立式變形。 雙手可放出蜘蛛絲，超級型態時則使用鐵鉤爪攻擊。總是喜歡耍些小手段來贏得比賽。 |                      |        |        |

| 編號 | 機甲名             | 日配     | 中配   |
| 06 | ダンゴロン／丸子龍 | 遠近孝一 | 于正昌 |
| 初登場：第16話／超級型態時限：13分鐘／超級型態武裝：強力盾 搭載鼠婦型生物核芯，機體顏色為咖啡、橘。 說話有武士口吻，由於事故導致睡眠學習不完全，有著沒有辦法分辨敵我以及年輕女性的缺點。 由於卡布達需要小讓的幫助才能變換超級型態，被丸子龍視為「半個人」而輕視著（亦輕視著相同系統的金龜次郎）。不過，根據情況不同會給予幫助。 正義感雖強，卻獨善其身，曾一度跟隨鯊魚辣椒，直到識破鯊魚辣椒本性之後，了解卡布達等人才是真正的朋友，便願意將腰帶上的和平星交給卡布達保管。 除了人形的超級型態外，藉由「輪胎變形」的指令可變換為輪胎型態。相當喜歡吃糯米丸子。 超級變換型態時，是由軀體中間部分所展開的方式。 |                    |          |        |

| 編號 | 機甲名           | 日配     | 中配 |
| 07 | ゲロタン／聒聒蛙 | 熊井統子 | －   |
| 初登場：第22話／超級型態時限：13分鐘／超級型態武裝：蝌蚪炸彈、噴射水柱 搭載青蛙型生物核芯，機體顏色為亮綠。 內部搭載結論優先迴路，口頭禪為「從結論上來看」，總是長片大論滔滔不絕的類型。 持續研究著和平星，擁有B機器人中最豐富的和平星知識，高圓寺寅彥相當信任牠，才將卡布達附屬零件託付於牠。 由於有著青蛙特性，不僅會冬眠，作為天敵的蛇（蟑螂惡霸）更是感到十分棘手（後面通過養蛇剋服了這個弱點）。 |                  |          |      |

| 編號 | 機甲名                 | 日配   | 中配   |
| 08 | コブランダー／蟑螂惡霸 | 松本大 | 何志威 |
| 初登場：第1話／超級型態時限：13分鐘／超級型態武裝：眼鏡蛇尾鞭（普通形態時亦可使用） 搭載眼鏡蛇型生物核芯，機體顏色為藍、黃。 睡眠學習不完全，是造成性格暴烈的主因。蠍子藍藍和蜘蛛偵探稱他為「大哥」，計畫著靠和平星之力統治世界，總和卡布達等人爭奪和平星，卻屢戰屢敗。 與蠍子藍藍和蜘蛛偵探過著窮困的生活，有時生活的目標只是為了吃碗泡麵，置之死地而後生的毅力使他們曾幾度贏了卡布達。 在高圓寺博士一次測試比武中被鯊魚辣椒打傷，因此對鯊魚辣椒十分反感和恐懼。聽聞鯊魚辣椒「蜻蜓隊長就是高圓寺寅彥，所以勝利才會都讓小讓和卡布達拿走」的言論，一度受到打擊而選擇與鯊魚辣椒合作。 |                        |        |        |

| 編號 | 機甲名                 | 日配   | 中配 |
| 09 | シャークラー／鯊魚辣椒 | 千葉繁 | －   |
| 初登場：第28話／超級型態時限：15分鐘／超級型態武裝：鯊魚神斧、附屬利齒鯊魚 搭載鯊魚型生物核芯，機體顏色為黑、銀。 表面上裝得和藹客氣，暗地卻有著壞心眼的最強戰力B機器人。因為扭曲的自我意識而被高圓寺博士封印，後被丸子龍給解放。 在爭奪戰中總是將蠍子藍藍和蜘蛛偵探納入手下，因此常與蟑螂惡霸發生爭執。音痴高圓寺博士唱的歌造成鯊魚辣椒日後對於歌曲的恐懼。 劇場版《甲蟲奇兵卡布達：聖誕大決戰》中和卡布達等人聯手，因為不甘「卡布達被他以外的機器人給打敗」為由救出了小讓。 高圓寺博士曾不小心在他額頭上留下傷疤，導致他日後極度怨恨博士。最後卡布達藉助和平星願望之力消去其傷疤，而讓他收起暴戾之氣改過向善。 |                        |        |      |

| 編號 | 機甲名                 | 日配 | 中配   |
| 10 | テントリーナ／田德莉娜 | 橘光 | 楊凱凱 |
| 初登場：第1話／超級型態時限：不限／超級型態武裝：莉娜手杖 搭載瓢蟲型生物核芯，唯一的女性機器人，機體顏色為粉紅、白。 由於前號機器人鯊魚辣椒戰鬥能力過於強大，因此高圓寺博士經過反省後便放棄了田德莉娜的戰鬥力。 能長時間啟動超級型態的最新型機器人（片中並無出現普通型態），因此她的能量消耗極快，需靠著各式各樣的打工來維持她所需的超級型態能量。 能夠以吸入的方式吃掉大量梅干。相當在意自己的胸部大小。和三鷹小百合為鄰居。 |                        |      |        |

| 編號 | 機甲名                     | 日配     | 中配   |
| 11 | デンデンローラー／車輪滾滾 | 矢尾一樹 | 于正昌 |
| 初登場：第4話／最快時速：350km 搭載蝸牛型生物核芯，機體顏色為紅、黑。 高圓寺寅彥博士所製造，裝設導航裝置並有著江戶口音的獨輪車。通常由卡布達操縱，若卡布達以超級型態操縱時，本身能力及速度也可同步增強。 由於有著蝸牛特性，還曾愛上過繡球花。 |                            |          |        |

### 朝日町居民
朝日町之名來自日本朝日電視台，居民的姓氏皆是JR东日本中央本线的車站名。
高圓寺讓
演：二見一樹
9歲，高圓寺寅彥的孫子，寅彥特地將卡布達託付給小讓。卡布達的夥伴兼好友，能透過友情呼喚指令器讓卡布達啟動超級變換型態，最終話時，甚至因為兩人根深蒂固的友情，而不需要指令器就可讓卡布達變身。
學業和運動成績都不好，但幹勁卻是別人的一倍。唱歌五音不全。劇中曾有個小女友。
吉祥寺藏之助
演：木村雅
11歲，吉祥寺建設公司的副社長（佐藤正宏飾）的兒子。金龜次郎的夥伴兼好友，能透過友情呼喚指令器讓金龜次郎啟動超級變換型態。
和小讓不同，他成績優異，又是運動健將，甚至還是熱心助人的學生會會長（小讓稱他「會長」），曾經因為沒寫名字而得零分。
三鹰小百合
演：小出由華
9歲，與小讓同班，也是小讓與藏之助的好友。與田德莉娜是同個公寓的鄰居，是個個性爽朗活潑的小美女。
烹飪是她的專長之一，但看似聰明的她，功課卻比小讓還差。
高圓寺寅彦
演：志茂田景樹
57歲，小讓的爺爺。機器人技術的天才，製造了許多擁有人類意識的高圓寺機器人到處販售，而高圓寺機器人也在朝日町內與居民們融洽地生活著。為了解開銀河古文書內的秘密，開發了探索和平星的B系列機器人。
故事初期行蹤不明，時常於回憶場景中登場。受到卡布達等人的愛戴，卻也被兒子正寅和媳婦稱為「怪人」而厭惡。喜歡唱歌，卻和孙子一样是個五音不全的音痴。
高圓寺正寅
演：石井洋祐
35歲，小讓的爸爸，寅彥的兒子。始終不諒解父親寅彥的作為。小公司職員，興趣是打高爾夫球。夫妻兩人感情相當要好。
看似朝九晚五上班族的他，曾於搖滾樂酒吧駐唱，擔任樂團主唱兼吉他手，藝名「老虎先生」。
高圓寺圓
演：向井亚纪
35歲，小讓的媽媽。和老公正寅起初同樣反對寅彥和卡布達。婚前姓氏為落合。由於幼時的教育，導致立春時節時會暴走，拿著驅邪豆子攻擊任何她認為是鬼怪的人。
學生時代的成績似乎和小讓一樣爛。
大久保麗香
演：井上碧
13歲，小百合的死對頭，集團千金。個性傲慢卑劣，為了求勝不惜耍小手段，常與蟑螂惡霸等人聯手。上有二個姐姐（大姐：麗子（彩ひろこ飾），20歲；二姐：麗奈（幸田磨衣子飾），16歲），三姐妹個性完全相同。
劇中大久保家雖有多名隨從，但唯一被提到名字的只有執事豐田（サード長嶋飾）。
荻窪明
演：石井寧
11歲，朝日小學學生，將小藏視為勁敵。在劇中也歷經了好幾次的勝負較勁，但都落敗。47話時，終於贏過了小藏，而後也如願進了第一志願的國中。
有个財大氣粗的父亲，曾是正寅公司的合作客戶，但最後公司倒閉，只能靠副業維持家計。
中野美樹
演：國分佐智子
21歲，朝日町的女巡警。最喜歡的食物是糯米丸子。個性無理，散漫。最後辭掉警察工作，回到了鄉下。
AP717
聲：津野田成美
隸屬中野美樹的女巡警機器人。總是因中野女警的鴨霸行為而感到困擾。外型與田德莉娜相似。
小金井太郎
演：铃木弘滿
45歲，古董店「阿彌陀屋」店主。以鑑定師為業，也是知名節目「寶物鑑定局」的固定嘉宾，小有名氣。他貪婪的性格完全遺傳至母親（夏川さつき飾），始終秉持著「低價買進，高價賣出」的黑心信條在做生意。
鯊魚辣椒、蟑螂惡霸等人都曾被他利用以奪取和平星。故事尾聲時，因為爭奪和平星的騷動，不幸燒毀了他的阿彌陀屋，最後落得只能拿僅剩的古董開設臨時店鋪。
國立準一郎
演：草尾毅
小讓學校的音樂老師，因為在歌唱節目獲得冠軍而得到以歌手身份出道的機會，而决定辭去教務。

## 相關人物
| 編號 | 機甲名                         | 日配     | 中配\|     |
| － | キャプテントンボーグ／蜻蜓隊長 | 鄉里大輔 | 雷霆(港配) |
| 初登場：第1話 以蜻蜓為主要形象。在卡布達和蟑螂惡霸他們爭搶和平星時，就會莫名其妙出現的神祕裁判機器人。 出現後會擅自舉辦各種運動或遊戲，讓卡布達和欲爭奪和平星者有個公平的競賽。（有時也會出現在發生爭執的居民面前） 總拿著有著麥克風功能的隊長手杖，胸前設置記分板，左手臂上裝備著拳擊賽用響鈴。 曾被鯊魚辣椒恥笑裁判的資格，於是他努力修練，最後脫胎換骨，連顏色都從藍色变成了夕陽的紅色。 而在劇場版《甲蟲奇兵卡布達：聖誕大決戰》中被問及身上顏色怎麼變回藍色時，以季節變化為由解釋。 除了初登場以普通型態出場外，其餘出場場景皆打扮成不同的人物裝扮。曾被認為真面目就是高圓寺寅彥，但後來確認另有其人，但真面目依舊不明。 Puffy的粉絲。曾將名字縮寫為「K.T」（實際應為C.T，但K.T亦為高圓寺寅彥的縮寫，使得眾人一度誤認為同一人）。 登場台詞為：「第一、絕不意氣用事；第二、絕對不漏抓任何一件壞事；第三、絕對裁判公正漂亮，裁判機器人蜻蜓隊長，前來晉見。」 假和平星附著在隊長手杖時，擬人化的隊長手杖也曾搶先蜻蜓隊長說了這句台詞。 在確認競賽項目後，會召喚四架機器蜻蜓「飛翔蜻蜓」並立於四個角落圍成擂台，勝負未分前不能離開擂台。 故事中期，則改以「蜻蜓隊長跑馬燈」來決定競賽項目。相當有裁判威嚴，不允許任何人質疑其判決。 其實，蜻蜓隊長也擁有強大的戰鬥能力，當有人褻瀆裁判職責時便會給予制裁。除了上述台詞外，更有「第四、絕不寬容的制裁」存在著。 |                                |          |            |

和平星守護人
演：走运池田
當卡布達收集完所有和平星之後，突然出現在眾人面前的神祕人物。頭上頂著一個小孩專用的大象水，可以變身為星型頭的強力型態和平星守护人S。
和平星守護人S
聲：鈴木琢磨

## 支援機械
以支援B機器人為目的的機體或機械。
| 裝備者 | 機甲名                            | 強化     |
| 卡布達 | ドリルットパーツ／附屬零件·開鑿機 | 陸上型態 |
| 初登場：第23話 主色為黃。 增強卡布達陸上型態的破壞力。由高圓寺博士交代聒聒蛙交予卡布達。 手腳裝備履帶，頭部則配戴強力鑽頭，背部附載能輸出高馬力的引擎，能輕易擊碎巨大岩石。 變換超級型態時，會將鑽頭裝備在右手。 |                                   |          |

| 裝備者 | 機甲名                          | 強化     |
| 卡布達 | ザブットパーツ／附屬零件·潛水艇 | 水中作戰 |
| 初登場：第30話 主色為水藍。 針對不諳水性的卡布達特別開發。與開鑿機零件相同皆是高圓寺博士託付聒聒蛙交予卡布達。 手部裝備能發出螺旋氣流的鉤爪，腳部配有蛙鞋，背部則附載氧氣瓶。頭部裝備可發射「魚雷導彈」。 變換超級型態時，會將魚雷發射器裝備在右手。 |                                 |          |

| 操縱者 | 巨人名                         |
| 鯊魚辣椒 | トンデモジョーズ／超級鯊魚巨人 |
| 初登場：第31話／全長：7m（普通型態）、12m（超級型態）／重量：45t／超級型態武裝：魚鰭雙頭刃、鯊魚護盾 高圓寺博士得到天蠍座和平星後，為了試驗它的力量，以「讓鯊魚辣椒誠為地上最強的機器人」為願望，進而誕生的大型支援機器人。 鯊魚巨人的操縱室在背部。在鯊魚辣椒「雙重超級變換型態」的指令下，會變換為超級型態。 鯊魚護盾可以發射光線攻擊，必殺技「雙頭刃龍捲斬」的威力甚至可以將卡布達巨人吹飛。 和魚鰭雙頭刃（フィンブレード）同名的武器，曾出現於《百獸戰隊牙吠連者》中牙吠王的武器－藍鯊劍（尾鰭）；鯊魚巨人則是胸鰭變化而成。 |                                |

| 操縱者 | 巨人名                     |
| 卡布達 | ドデカブタック／卡布達巨人 |
| 初登場：第31話／全長：6.5m（普通型態）、10.8m（超級型態）／重量：50t／超級型態維持時間：3分／超級型態武裝：電擊鏟、光束狙擊砲 初登場下一話（32）才出現超級型態。卡布達為了對抗超級鯊魚巨人，而向射手座和平星許願，進而誕生的大型支援機器人。 卡布達巨人的操縱室在胸甲部分。在卡布達「雙重超級變換型態」的指令下，會變換為超級型態。也有召喚出來後，卻沒有發揮其戰力的情形。 得意技為將電擊鏟立於地面後產生電擊的「電光暴走擊」，全身高速迴轉後颳起強風的「卡布達颶風」等。 普通形態時的頭部裝甲在超級型態時可用於防禦，也可射出強力水柱及光線攻擊。 |                            |

## 和平星
（スターピース，Star Peace）
分別代表含蛇夫座在內共13星座的13個神祕物體。能夠附著在任何物體上，並且強化其能力（暴走的卡車等等），有些物體被和平星附著後的型態甚至能說出人話。得到和平星之人，可許下僅有的一個願望。願望實現後，球體的和平星會變為上面有著星座標誌的破片，而將十三個破片蒐集後可組裝為一顆球，據說可以實現人類夢想和希望等的偉大願望，不過事實上卻是完全相反。
1997年時，由於天體運行的關係導致和平星活性化，開始出現在地球的各個角落。為了探索散落的和平星，高圓寺博士開發出了B系列機器人，這也是本作故事的起源。
本作中出現了十二個星座的和平星，不過，其中一顆天蠍座和平星於故事開始前，高圓寺博士就已經到手，並使用和平星之力召喚了「超級鯊魚巨人」，而後將和平星存放於丸子龍腰帶上。
另外，故事中也出現了「假和平星」的設定，顧名思義是不具有願望效力的和平星。和平星沉睡在地球角落時，其能力影響了周圍的石頭，使得那些石頭具有了近似於和平星的能力，這也是假和平星的產生原因。當假和平星附著在物體上時，可發揮其能力，但當從物體上脫離後會變成白色粉末。也有途中失去能力的狀況。
而在故事的和平星爭奪戰中，除了十二顆和平星外，也混雜了假和平星，因此常常在雙方苦戰後，卻發生了得到假和平星的遺憾結果而結束。還有，當得到了一顆真和平星後，如果持有者以「想收集剩餘和平星」或任何有關和平星（特別是得到或存在）的願望，該願望則無法被實現。

## 替身演員
| 角色     | 演員       | 演員     |
| 角色     | 普通型態   | 超級型態 |
| -------- | ---------- | -------- |
| 卡布達   | 田邊智惠   | 日下秀昭 |
| 金龜次郎 | 小倉敏博   | 的場耕二 |
| 蠍子藍藍 | 渡邊實     | 宮崎剛   |
| 蜘蛛偵探 | 藤本幸太郎 | 福澤博文 |
| 丸子龍   | 秋本雅彥   | 大藤直樹 |
| 聒聒蛙   | 水谷健     | 水谷健   |
| 蟑螂惡霸 | 大林勝     | 今井靖彥 |
| 鯊魚辣椒 | 藤田健次郎 | 武智健二 |
| 田德莉娜 | 橋本惠子   | 橋本惠子 |
| 蜻蜓隊長 | 今井靖彥   | 今井靖彥 |

## 音樂

### 片頭曲
「清く 正しく カブタック」
- 作詞：八手三郎／作曲、編曲：石川恵樹／歌：草尾毅

### 片尾曲
「逆転ロックンロール!!」
- 作詞：大賀玉之輔／作曲、編曲：MASAKI／歌：草尾毅

### 插入曲
「大追跡! ~スターピースを追いかけろ~」
- 作詞 : 前田耕一郎／作曲、編曲 : 石川恵樹／歌:水木一郎

車輪滾滾主題曲，第21話使用。
「カブタック音頭」
- 作詞：前田耕一郎／作曲、編曲：石川恵樹／歌：草尾毅

第22話使用。卡布達在36話中演唱，卻被蜻蜓隊長已不合時節之理由淘汰。
「さばきの雷 ~キャプテントンボーグのテーマ~」
- 作詞：大賀玉之輔／作曲、編曲：渡邊宙明／歌：串田晃

蜻蜓隊長主題曲。
「ビーロボはぼくらの仲間」
- 作詞：山田隆司／作曲、編曲：樫原伸彦／歌：草尾毅

「スーパーチェンジ ! カブタック」
- 作詞：大賀玉之輔／作曲：渡邊宙明／歌：草尾毅／台詞：二見一樹

第36話最後演唱。卡啦ok版本也於本作使用。
「DO UP!! カブタック!」
- 作詞：大賀玉之輔／作曲、編曲：石川恵樹／歌：石田洋子

「ああ、スターピース」
- 作詞：西園悟／作曲、編曲：石川恵樹／歌：宮內孝之

第36話使用。宮內孝之本人客串演唱，卻被發現是蟑螂惡霸的奧步而取消資格。
「渚にまつわるエトセトラ」
- 作詞：井上陽水／作曲：奥田民生／歌：PUFFY

第36話使用。藏之助和小百合合唱的歌曲，跟卡布達一樣因不合時節而遭到淘汰。但是因為蜻蜓隊長是Puffy的粉絲而被承認。
「Super Dream 13」
- 作詞：土生京子／作曲、編曲：伊藤浩樹／歌：串田晃

劇中未使用。

## 全话标题
⊕ 以下時間以當地時間（日本時間）為準。
⊕ 中文標題係為台灣當時播出《甲蟲奇兵卡布達》的八大戲劇台所譯。
| 播放日期   | 話數   | 原文／中文標題                                                    | 腳本     | 監督     | 和平星爭奪戰                                             | 勝利者                                        | 和平星星座／願望                        |
| 1997/2/23  | 01     | よろしくカブー! （我是獨角仙卡布達，请多多指教！）                | 山田隆司 | 坂本太郎 | 時計空間でのレース （鬧鐘空間之鬧鐘爭奪賽）              | 卡布達小隊                                    | 水瓶座 （復原燒毀的卡車）               |
| 1997/3/2   | 02     | メークドラマだカブ （足球對抗賽）                                 | 西園悟   | 坂本太郎 | サッカーPK （足球PK）                                    | 卡布達小隊                                    | 假和平星                                |
| 1997/3/9   | 03     | 料理はまごころカブ （烹調食物一定要真心誠意）                     | 山田隆司 | 渡邊勝也 | 料理（カレーライス） （廚藝對決：咖哩飯）                | 卡布達小隊                                    | 假和平星                                |
| 1997/3/16  | 04     | ウメ星一本背負い!! （柔道高手過肩摔！）                           | 西園悟   | 渡邊勝也 | 柔道 （柔道）                                            | 卡布達小隊                                    | 雙魚座 （復原破碎的花瓶）               |
| 1997/3/23  | 05     | 追跡!! 酒飲みタイヤ （追蹤！醉酒輪胎）                            | 西園悟   | 石田秀範 | タイヤ追跡 （輪胎追逐賽）                                | 卡布達小隊                                    | 假和平星                                |
| 1997/3/30  | 06     | 浮気探偵カブタック （外遇偵探卡布達）                             | 山田隆司 | 石田秀範 | ロック3本勝負 （搖滾三重奏對決）                         | 卡布達小隊                                    | 假和平星                                |
| 1997/4/6   | 07     | 弱り目にタタリじゃ （令人討厭的錢箱）                             | 浦澤義雄 | 坂本太郎 | 江戸武器3本勝負 （江戶武器三對三）                       | 卡布達小隊                                    | 假和平星                                |
| 1997/4/13  | 08     | 幸せの赤いポスト （幸福的紅色郵筒）                               | 扇澤延男 | 坂本太郎 | 不幸な人に「幸せ」と言わせる3本勝負 （我給你幸福對抗賽） | 蟑螂惡霸小隊                                  | 假和平星                                |
| 1997/4/20  | 09     | 飛びますトビマス!! （飛啊 飛啊 飛！）                             | 山田隆司 | 渡邊勝也 | バスケットボール （籃球）                                | 卡布達小隊                                    | 假和平星                                |
| 1997/4/27  | 10     | 夕陽に消える怪獣 （在黃昏時消失的怪獸）                           | 西園悟   | 渡邊勝也 | スターピース奪還 （和平星爭奪）                          | 卡布達                                        | 白羊座 （復原遭怪獸破壞的街道）         |
| 1997/5/4   | 11     | 鯉のぼり五月場所!! （鯉魚躍龍門五月相撲賽！）                     | 浦澤義雄 | 岩原直樹 | 相撲 （相撲）                                            | 高圓寺讓                                      | 假和平星                                |
| 1997/5/11  | 12     | お掃除ふたりぼっち （孤單的吸塵器）                               | 西園悟   | 岩原直樹 | ボクシング （拳擊）                                      | 卡布達小隊                                    | 假和平星                                |
| 1997/5/18  | 13     | 問答無用怒りの鉄拳 （不得爭論！怒吼的鐵砂掌）                     | 山田隆司 | 石田秀範 | しりとり、劍道 （字尾接龍、劍道）                        | 卡布達小隊                                    | 假和平星                                |
| 1997/5/25  | 14     | 星に届けボクの初恋 （我的初戀 請告訴星星）                        | 山田隆司 | 石田秀範 | 綱引き、しりとり、劍道 （拔河、字尾接龍、劍道）          | 卡布達小隊                                    | 金牛座 （展示東京美麗的星空）           |
| 1997/6/1   | 15     | なぞなぞミイラの謎 （神秘！神秘！木乃伊之謎）                     | 宮下隼一 | 坂本太郎 | なぞなぞ （猜謎）                                        | 卡布達小隊                                    | 假和平星                                |
| 1997/6/8   | 16     | 美味しい仲間新登場 （好吃的朋友出場了！）                         | 西園悟   | 坂本太郎 | 団子食いコンテスト （吃丸子之美味演技大賽）              | 中野美樹                                      | －                                      |
| 1997/6/15  | 17     | 友情の百人組手!! （友情的百人組合！）                             | 西園悟   | 渡邊勝也 | 百人組手 （百人組手挑戰）                                | 卡布達                                        | 假和平星                                |
| 1997/6/22  | 18     | 迷惑博士の大予言 （麻煩博士的大預言）                             | 扇澤延男 | 渡邊勝也 | 弓矢 （射蘋果對決）                                      | 卡布達小隊                                    | 假和平星                                |
| 1997/6/29  | 19     | 潜入!! 踊り子少年隊 （潛入！舞蹈少年隊）                          | 浦澤義雄 | 石田秀範 | プロレス （摔角）                                        | 卡布達小隊                                    | 假和平星                                |
| 1997/7/6   | 20     | 仲間割れ真剣勝負!! （好朋友反目相向！）                           | 山田隆司 | 石田秀範 | 空手道 （空手道）                                        | 卡布達、蜘蛛偵探、小讓隊                      | 巨蟹座 （治療蠍子藍藍）                 |
| 1997/7/13  | 21     | 恋するかたつむり （蝸牛戀愛了）                                   | 浦澤義雄 | 岩原直樹 | マラソン （馬拉松）                                      | 卡布達                                        | 假和平星                                |
| 1997/7/20  | 22     | 水着でアタックNo.1 （穿著泳衣進攻No.1）                           | 西園悟   | 岩原直樹 | ビーチバレー （沙灘排球，持續到23話前半）                | 尚未分出勝負                                  | 天秤座 （正寅要求止渴的冰水）           |
| 1997/7/27  | 23     | 炎のエースをねらえ （瞄準火焰高手）                               | 西園悟   | 岩原直樹 | テニス （網球）                                          | 卡布達小隊                                    | 天秤座 （正寅要求止渴的冰水）           |
| 1997/8/3   | 24     | パパの釣りバカ日誌 （爸爸釣魚的一筆糊塗帳）                       | 山田隆司 | 坂本太郎 | 磯釣り （海濱垂釣）                                      | 吉祥寺藏之助                                  | 假和平星                                |
| 1997/8/10  | 25     | 男は黙って全力疾走 （男人就該默默地全力快跑）                     | 宮下隼一 | 坂本太郎 | ポケベルメッセージ伝達 （B.B.Call訊息傳送賽）            | 金龜次郎                                      | 假和平星                                |
| 1997/8/17  | 26     | 幽霊はスイカ好き （幽靈也愛吃西瓜）                               | 浦澤義雄 | 石田秀範 | 縁日3本勝負 （廟會三大遊戲：打靶、套環、撈金魚）         | 卡布達小隊                                    | 假和平星                                |
| 1997/8/24  | 27     | 宿題はギャング退治 （作業是擊退盜匪）                             | 扇澤延男 | 石田秀範 | 修羅牽引 （木橇拖拉賽）                                  | 笨賊雙人組 （高爾雷歐內蒲田、貝貝隆其諾大森） | 假和平星                                |
| 1997/8/31  | 28     | サメロボは歯が命!? （鯊魚機器人的生命是牙齒!?）                   | 山田隆司 | 石田秀範 | エアホッケー、柔道 （空氣曲棍球、柔道）                  | 鯊魚辣椒、丸子龍隊                            | 假和平星                                |
| 1997/9/7   | 29     | 大公開ビーロボの謎 （B系列機器人之謎大公開）                      | 山田隆司 | 岩原直樹 | サイコロの目 （比大小）                                  | 卡布達                                        | 處女座 （召喚寅彥）                     |
| 1997/9/14  | 30     | 飛び出せ 新必殺技!! （衝出去 新必殺技！）                         | 山田隆司 | 岩原直樹 | プロレス （摔角）                                        | 卡布達、蟑螂惡霸隊                            | 假和平星                                |
| 1997/9/21  | 31     | 襲来!! 巨大ジョーズ （巨大機器來襲！）                            | 西園悟   | 坂本太郎 | 綱引き （拔河）                                          | 卡布達小隊                                    | 人馬座 （召唤卡布達巨人）               |
| 1997/9/28  | 32     | 凄いぞ!! ドデカ対決 （很厲害喔！卡布達巨人對決）                  | 西園悟   | 坂本太郎 | 綱引き （拔河）                                          | 卡布達                                        | 假和平星                                |
| 1997/10/5  | 33     | 完熟!! 赤い審判魂 （功夫熟練！鮮紅裁判的精神）                    | 宮下隼一 | 石田秀範 | 相撲 （相撲）                                            | 卡布達                                        | 假和平星                                |
| 1997/10/12 | 34     | 愛情の鬼ババ抜き （刁婆婆的親情戰爭）                             | 浦澤義雄 | 石田秀範 | トランプ （撲克牌：心臟病、排七、抽鬼牌）                | 小金井太郎                                    | 假和平星                                |
| 1997/10/19 | 35     | 秋のビーロボ運動会 （B機器人秋季運動大會）                        | 山田隆司 | 渡邊勝也 | 大運動会 （大運動會）                                    | 卡布達小隊                                    | 假和平星                                |
| 1997/10/26 | 36     | 歌合戦だ!! 全員集合 （歌唱大賽！全員集合）                        | 西園悟   | 渡邊勝也 | 歌合戦 （歌唱大賽）                                      | 高圓寺讓                                      | 雙子座 （于37話被田德莉娜用於增大胸部） |
| 1997/11/16 | 37     | 名推理!! KTの秘密 （推理名家！KT的秘密）                          | 西園悟   | 岩原直樹 | カード収集（探偵） （尋找蜻蜓隊長卡片）                  | 田德莉娜（犯人）                              | 雙子座 （于37話被田德莉娜用於增大胸部） |
| 1997/11/23 | 38     | 暴走!! 勤労感謝の日 （狂奔！勞動節）                              | 宮下隼一 | 岩原直樹 | 格闘勝ち抜き戦 （格鬥淘汰賽）                            | 卡布達                                        | 假和平星                                |
| 1997/11/30 | 39     | カエル忍法冬眠の術 （青蛙忍法冬眠術）                             | 浦澤義雄 | 坂本太郎 | だるまさんがころんだ （木頭人對抗賽）                    | 平手 （聒聒蛙、蟑螂惡霸）                     | 假和平星                                |
| 1997/12/7  | 40     | 抱腹絶倒ゴルフ対決 （捧腹大笑高爾夫對抗賽）                       | 山田隆司 | 坂本太郎 | ゴルフ （高爾夫球）                                      | 鯊魚辣椒、正寅隊                              | 假和平星                                |
| 1997/12/14 | 41     | 偽者カブタック出現 （仿冒卡布達出現）                             | 西園悟   | 石田秀範 | 消火活動 （滅火行動）                                    | 聒聒蛙                                        | 假和平星                                |
| 1997/12/21 | 42     | 北京原人パニック!! （北京猿人大騷動！）                           | 宮下隼一 | 石田秀範 | 砲丸投げ （推鉛球）                                      | 卡布達                                        | 假和平星                                |
| 1997/12/28 | 43     | お嬢の福引き必勝法 （大小姐的抽獎必勝法）                         | 山田隆司 | 渡邊勝也 | 餅つき （搗年糕）                                        | 蟑螂惡霸小隊                                  | 假和平星                                |
| 1998/1/4   | 44     | 祝!! 新春凧あげW杯（ワールドカップ） （恭賀新禧！新春盃風箏大賽） | 扇澤延男 | 渡邊勝也 | 凧揚げ （風箏大賽）                                      | 卡布達、小讓隊                                | 假和平星                                |
| 1997/1/11  | 45     | 人情タイムスリップ （人情時光隧道）                               | 浦澤義雄 | 岩原直樹 | 羽根突き （羽毛毽子三重賽）                              | 卡布達小隊                                    | 假和平星                                |
| 1998/1/18  | 46     | 闘病トベマセンカイ （飛翔機和病魔搏鬥）                           | 西園悟   | 岩原直樹 | 野球 （棒球）                                            | 卡布達小隊                                    | 山羊座 （治療飛翔機器人）               |
| 1997/1/25  | 47     | 難問奇問カルトクイズ （難題 怪題 機智問答）                       | 山田隆司 | 石田秀範 | ビーロボクイズ （B機器人機智問答）                       | 荻窪明                                        | 假和平星                                |
| 1998/2/1   | 48     | 福を呼ぶ赤鬼退治 （驅邪納福）                                     | 西園悟   | 石田秀範 | 鬼ごっこ （鬼抓人）                                      | 卡布達                                        | 假和平星                                |
| 1998/2/8   | 49     | 譲の東大一直線! （小讓直線上升到東大！）                          | 浦澤義雄 | 諸田敏   | にらめっこ （逗笑大對抗）                                | 卡布達、金龜次郎、田德莉娜                    | 獅子座 （阻止墜落的人造衛星）           |
| 1998/2/15  | 50     | チョコは男の純情 （巧克力代表男人純純的愛）                       | 宮下隼一 | 諸田敏   | 本命ラブレター （寫情書）                                | 蟑螂惡霸                                      | 假和平星                                |
| 1998/2/22  | 51     | 審判ロボ意外な正体 （裁判機器人令人意外的真面目）                 | 西園悟   | 坂本太郎 | スケート （溜冰）                                        | 卡布達                                        | 蛇夫座 （消除鯊魚辣椒額頭上的疤痕）     |
| 1998/3/1   | 最終話 | 心に友情あるかぎり （只要心中有友情）                             | 西園悟   | 坂本太郎 | 雪上ラグビー （雪上橄欖球）                              | －                                            |                                         |

## 其他相關媒體

### 劇場版
- 《铁甲小宝 聖誕大決戰》